# El doctor Paul Gachet

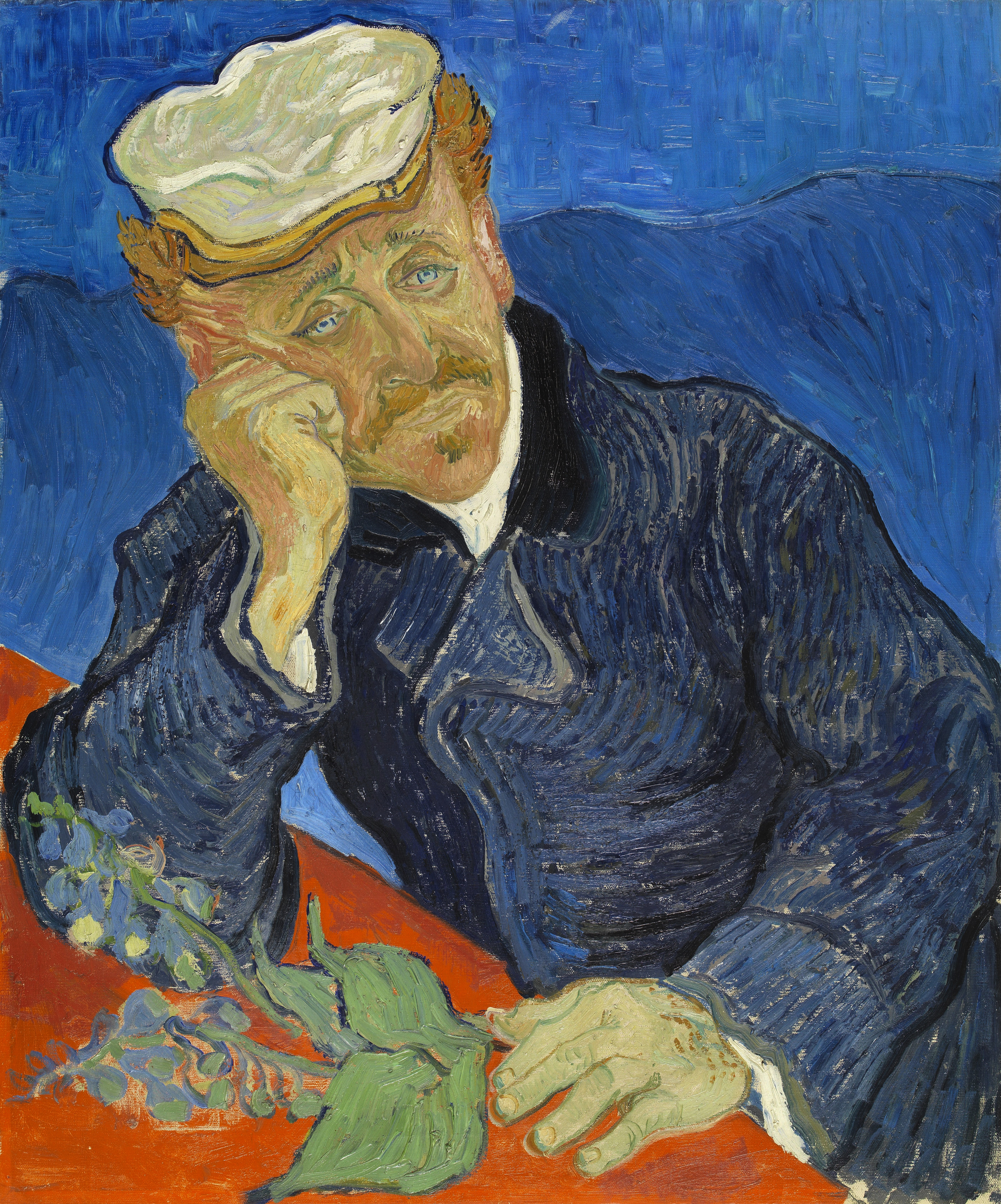
El doctor Paul Gachet (segunda versión),, 1890, óleo sobre lienzo, 68 x 57 cm, Museo de Orsay, París.

El Retrato del doctor Gachet es un cuadro pintado al óleo sobre tela del pintor holandés Vincent van Gogh. Data del año 1890. Es una de las pinturas de Van Gogh más reverenciadas, desde que alcanzó un precio récord en 1990. 
Hay dos versiones auténticas de este retrato, ambas ejecutadas en junio de 1890 durante los últimos meses de vida de Van Gogh. En ambas se muestra el doctor Gachet sentado ante una mesa y haciendo descansar su cabeza sobre su brazo derecho, pero pueden diferenciarse con facilidad. 

## Génesis
Paul Gachet era un médico parisino homeópata y psiquiatra, amante del arte: conoció a Vincent Van Gogh a través de su hermano, Theo e inmediatamente los dos se encontraron en sintonía por tener una visión del arte muy semejante. Era un pintor y grabador aficionado y, además, protegió a varios artistas como Pissarro y Cézanne. Fue uno de los primeros compradores de cuadros de Cézanne, formando una importante colección que en 1952 su hijo donaría al Estado francés.
Después de que le dieran el alta a Van Gogh en el Hospital de Saint-Rémy, acudió a Auvers-sur-Oise, donde el doctor Gachet estaba dispuesto a atenderlo. El pintor acudía con frecuencia a casa del médico y éste aceptó posar para Vincent, que desde hacía tiempo buscaba un modelo para retratar del natural.
Trabajando juntos durante la realización de la obra los dos obtuvieron un resultado extraordinario. El cuadro es extremadamente innovador: Van Gogh abandonó la pose estática y convencional de los cuadros precedentes. El triste rostro del doctor es «la expresión desencantada de nuestro tiempo» afirmación de Van Gogh en una carta dirigida a su colega y amigo Paul Gauguin (carta n.º 643 de junio de 1890).
El doctor aparece «pensativo, casi preocupado, con un leve escepticismo». Van Gogh se sentía muy próximo al doctor, de quien decía que era «al menos tan nervioso como yo».
Van Gogh escribió a su hermano en 1890 sobre la pintura: 

He hecho un retrato de M. Gachet con una expresión melancólica, que bien podría parecer una mueca a aquellos que lo vean... Triste pero amable, y aun así clara e inteligente, así es como muchos retratos deberían hacerse... Hay cabezas modernas que podrían mirarse durante mucho tiempo, y que se volverán a ver, quizás, con nostalgia, cien años despues.

En cuanto a la forma concreta en que lo representó, escribió a Theo: «la cabeza con una gorra blanca, muy rubia, muy clara; también las carnaciones de las manos son muy blancas, un traje azul y un fondo azul cobalto» (carta n.º 638, datada el 4 de junio de 1890).
En el retrato el artista propone un fuerte contraste cromático. en primer plano, sobre la mesa, junto al libro una planta de digital. El digital en la pintura es una planta de la que se extrae un medicamento para tratar de ciertas afecciones cardíacas; es por lo tanto un atributo de Gachet como médico.
La parte superior de la obra está separada por una línea ondulada.
La segunda versión del retrato fue ejecutada en el mismo año 1890, poco después del primero. En esta versión del cuadro, donada al Museo de Orsay de París por los hijos del doctor Gachet, Van Gogh ha eliminado (a diferencia del primer retrato) el vaso y el libro, haciendo resaltar la planta de digital sobre el fondo rojo, tratando de modo más sumario el fondo.

## Melancolía

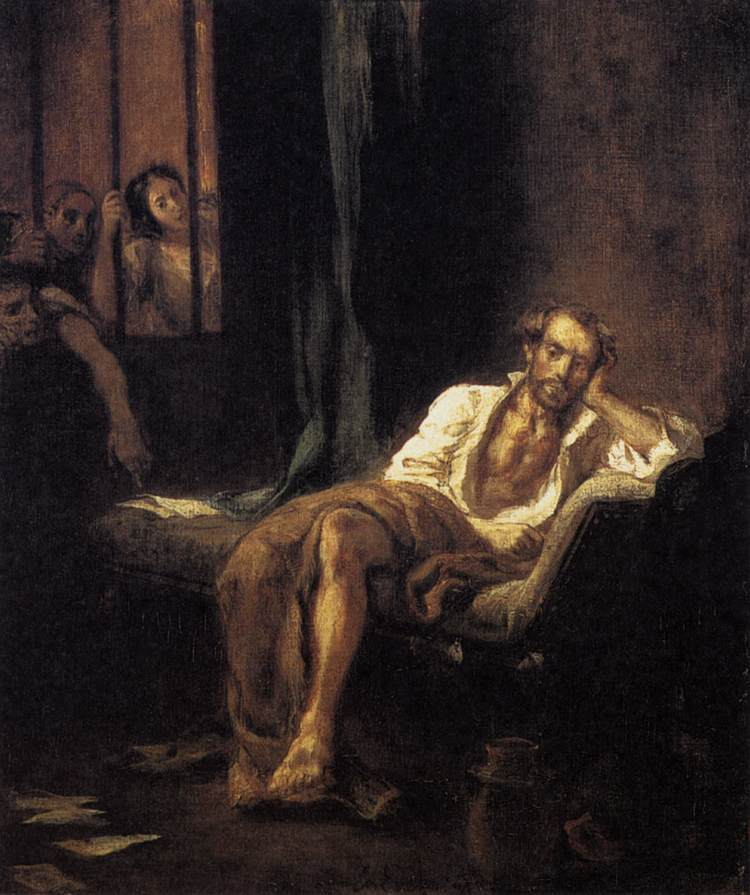
Delacroix, Tasso en el Hospital de Santa Ana, Ferrara.

Los pensamientos de Van Gogh regresaron varias veces a la pintura de Eugène Delacroix de Torquato Tasso en el manicomio. Después de visitar con Paul Gauguin Montpellier donde fueron a ver la colección de Alfred Bruyas en el Museo Fabre, Van Gogh escribió a su hermano Theo, preguntándole si podría encontrar una copia de una litografía del cuadro.  Tres meses y medio antes, había estado pensando sobre esta pintura como la clase de retratos que quería pintar: 

«Pero estaría más en armonía con los que Eugène Delacroix intentó y logró en su Tasso en prisión, y muchos otros cuadros, representando a un hombre real. ¡Ah! Los retratos, los retratos con el pensamiento, el alma del modelo en ellos, eso es lo que creo que tiene que llegar.»

## Historia de la primera versión
Esta versión original del cuadro fue vendida por la cuñada de van Gogh por 300 francos en 1897. Posteriormente fue vendida, respectivamente, a Paul Cassirer (1904), Kessler (1904), y Druet (1910). En 1911 el cuadro fue adquirido por el Städel (Städtische Galerie) en Fráncfort del Meno, Alemania y allí colgó hasta 1933, cuando la pintura se guardó en un almacén. En 1937, fue confiscada por el Ministerio del Reich para la Ilustración Pública y Propaganda, un arma del gobierno nazi que buscaba destruir el llamado arte degenerado. Vino a poder de Hermann Göring, quien se lo vendió a Franz Koenigs, marchante y coleccionista de arte alemán que creó la llamada Colección Koenigs. Una serie de problemas financieros y la presión de quiebra inminente le obligó, en 1933, a pedir prestado dinero al banco dirigido por Siegfried Kramarsky, dando en garantía este y otros cuadros de la colección. Si bien Franz Koenigs lograría obtener en 1939 la nacionalidad holandesa, no correría la misma suerte Kramarsky, quien se lo llevó consigo cuando huyó a Nueva York, donde la obra fue a menudo prestada al Museo Metropolitano de Arte. La familia de Kramarsky subastó el cuadro en 1990. El 15 de mayo de ese año la pintura se hizo célebre cuando el hombre de negocios japonés Ryoei Saito pagó 82,5 millones de dólares por ella en una subasta en Christie's de Nueva York, haciendo con ello que fuera la pintura más cara hasta entonces. Saito, presidente honorario de la Daishowa Paper Manufacturing Co. y por entonces de 75 años de edad, causó un escándalo cuando dijo que haría quemar el Van Gogh después de su muerte. Más tarde dijo: «Lo que yo realmente quería [expresar] era mi deseo de conservar la pintura para siempre.» Saito, usaba una figura retórica al hablar. Más tarde dijo que tomaría en consideración dar las pinturas a su gobierno o a un museo. Después de su muerte en 1996, la ubicación exacta y la propiedad del retrato ha quedado envuelto en misterio. A principios de 2007, sin embargo, apareció publicado que  el cuadro había sido vendido una década antes por Saito o sus agentes al administrador de fondos de inversión australiano Wolfgang Flöttl. Flöttl, a su vez, supuestamente habría sido obligado por reveses financieros, a vender la pintura a personas, hoy en día, desconocidas.

## En la ficción
En su novela Sakura, a la venta en marzo de 2019, la escritora Matilde Asensi novela la búsqueda de este cuadro.
En la novela de Juan Gómez-Jurado  " Todo muere " también aparece ese cuadro.